# Cascavel (gemeente in Paraná)
Cascavel is een gemeente in de Braziliaanse deelstaat Paraná. De gemeente telt 348.051 inwoners (schatting 2022).

## Aangrenzende gemeenten
De gemeente grenst aan Boa Vista da Aparecida, Braganey, Cafelândia, Campo Bonito, Catanduvas, Corbélia, Lindoeste, Santa Tereza do Oeste, Toledo, Três Barras do Paraná en Tupãssi.

## Verkeer en vervoer
De plaats ligt aan de wegen BR-163, BR-277, BR-369, PR-180 en PR-486.
Ten zuidwesten van de stad ligt de luchthaven van Cascavel.

## Geboren
- Juliano Belletti (1976), voetballer
- Bruno Nazário (1995), voetballer